# 當眞嗣成
當眞 嗣成（とうま つぐなり、1982年8月25日 - ）は、日本のプロポーカープレイヤー。実業家。株式会社トウマトータルビジネス 代表取締役。

## 来歴
大阪市生まれ。2001年 金光八尾高等学校卒業。2005年 大阪経済大学経済学部卒業。2008年4月 みずほ銀行入行。2009年 同大学経営情報研究科修了。2009年11月 株式会社トウマトータルビジネス設立。2019年日本人獲得賞金1位（1億7,000万円）2019年日本人生涯獲得賞金ランキング1位（2億5000万円）2019年 日本プレイヤー・オブ・ザ・イヤー受賞。2020年 スポーツニッポン新聞社など3社とプロ契約。